# Érik Orsenna
Érik Orsenna (pseudonym for Érik Arnoult,født 22. marts 1947 i Paris) er en fransk forfatter, der i 1988 fik Goncourtprisen for romanen L'Exposition coloniale.